# Diocesi di Chilpancingo-Chilapa

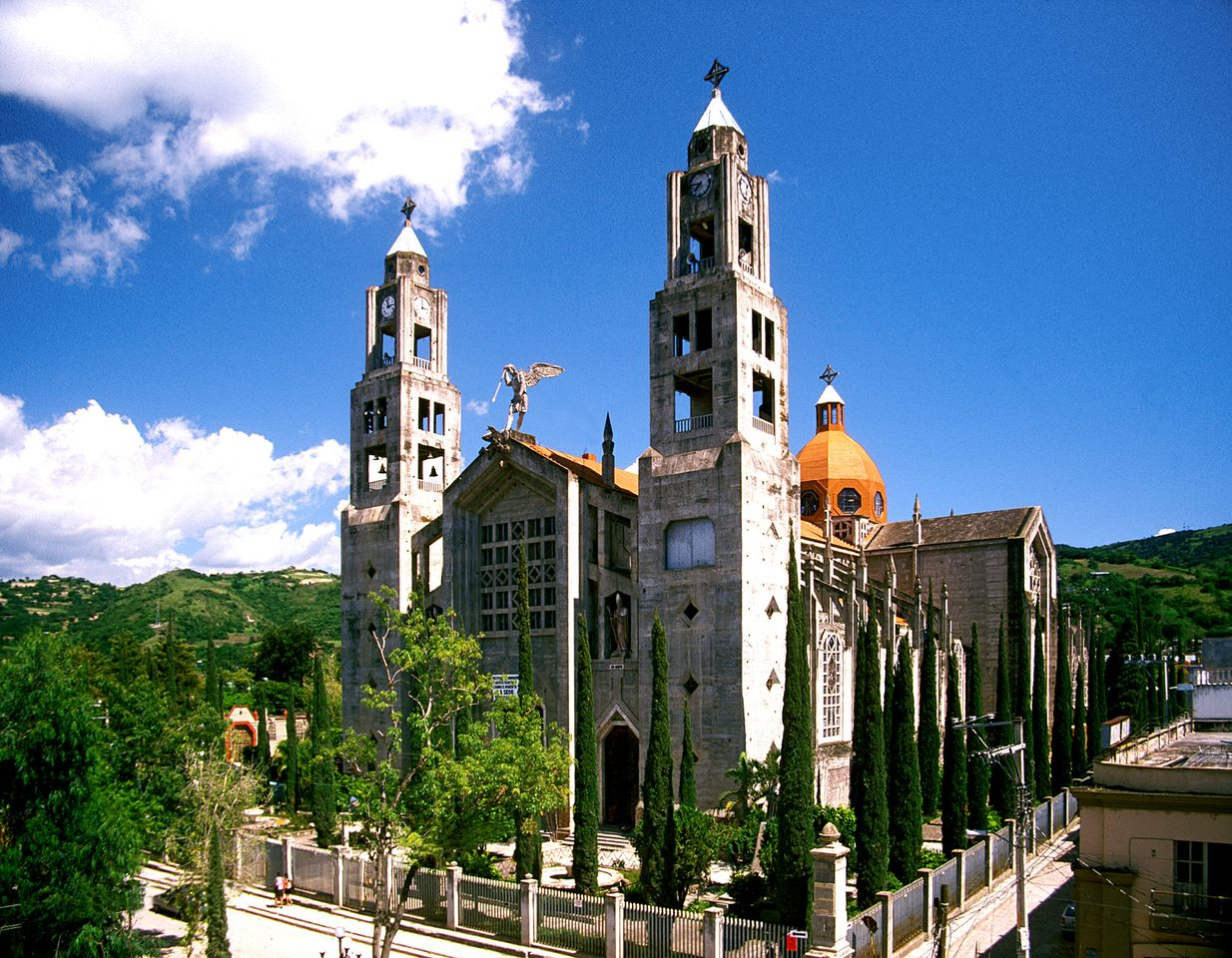
La concattedrale di Santa Maria Assunta di Chilapa de Álvarez.

La diocesi di Chilpancingo-Chilapa (in latino: Dioecesis Chilpancingensis-Chilapensis) è una sede della Chiesa cattolica in Messico suffraganea dell'arcidiocesi di Acapulco. Nel 2021 contava 1.032.881 battezzati su 1.600.200 abitanti. È retta dal vescovo José de Jesús González Hernández, O.F.M.

## Territorio
La diocesi comprende la parte centro-settentrionale dello stato messicano di Guerrero.
Sede vescovile è la città di Chilpancingo de los Bravo, dove si trova la cattedrale di Santa Maria Assunta. A Chilapa de Álvarez sorge la concattedrale, anch'essa dedicata all'Assunzione di Maria.
Il territorio si estende su una superficie di 19.860 km² ed è suddiviso in 97 parrocchie.

## Storia
La diocesi di Chilapa fu eretta il 27 febbraio 1816 con la bolla Universi Dominici gregis di papa Pio VII, ricavandone il territorio dalle arcidiocesi di Michoacán (oggi arcidiocesi di Morelia) e di Città del Messico e dalla diocesi di Tlaxcala (oggi arcidiocesi di Puebla de los Ángeles)
Tuttavia, a causa delle avversità politiche, la bolla non poté trovare attuazione e la diocesi restò solo sulla carta. Fu nuovamente eretta il 16 marzo 1863 con la bolla Grave nimis di papa Pio IX, ricavandone il territorio dalle stesse circoscrizioni ecclesiastiche. Originariamente era suffraganea dell'arcidiocesi di Città del Messico e comprendeva l'intero Stato di Guerrero.
Il 18 marzo 1958 e il 27 ottobre 1964 cedette porzioni del suo territorio a vantaggio dell'erezione rispettivamente della diocesi di Acapulco (oggi arcidiocesi) e della diocesi di Ciudad Altamirano.
Il 10 febbraio 1983 entrò a far parte della provincia ecclesiastica dell'arcidiocesi di Acapulco.
Il 20 ottobre 1989 con il decreto Cum urbs della Congregazione per i Vescovi la sede vescovile è stata trasferita da Chilapa a Chilpancingo e la diocesi ha assunto il nome attuale.
Il 4 gennaio 1992 ha ceduto un'altra porzione di territorio a vantaggio dell'erezione della diocesi di Tlapa.

## Cronotassi dei vescovi
Si omettono i periodi di sede vacante non superiori ai 2 anni o non storicamente accertati.
- Ambrosio María Serrano y Rodríguez † (19 marzo 1863 - 8 febbraio 1875 deceduto)
- Tomás Barón y Morales † (7 aprile 1876 - 25 settembre 1882 nominato vescovo di León)
- Buenaventura del Purísimo Corazón de María Portillo y Tejeda, O.F.M. † (25 settembre 1882 - 27 maggio 1888 nominato vescovo di Zacatecas)
- José Ramón Ibarra y González † (30 dicembre 1889 - 13 maggio 1902 nominato vescovo di Tlaxcala)
- José Homobono Anaya y Gutiérrez † (9 novembre 1902 - 10 dicembre 1906 deceduto)
- Francisco María Campos y Ángeles † (12 ottobre 1907 - 5 gennaio 1923 dimesso[2])
- José Guadalupe Órtiz y López † (8 giugno 1923 - 26 marzo 1926 nominato vescovo ausiliare di Monterrey[3])
  - Sede vacante (1926-1929)
- Leopoldo Díaz y Escudero † (4 novembre 1929 - 24 novembre 1955 deceduto)
- Alfonso Tóriz Cobián † (12 gennaio 1956 - 20 marzo 1958 nominato vescovo di Querétaro)
- Fidel Cortés Pérez † (18 dicembre 1958 - 14 agosto 1982 deceduto)
- José María Hernández González † (18 febbraio 1983 - 18 novembre 1989 nominato vescovo di Netzahualcóyotl)
- Efrén Ramos Salazar † (30 ottobre 1990 - 19 febbraio 2005 deceduto)
- Alejo Zavala Castro (9 novembre 2005 - 20 giugno 2015 dimesso)
- Salvador Rangel Mendoza, O.F.M. (20 giugno 2015 - 11 febbraio 2022 ritirato)
- José de Jesús González Hernández, O.F.M., dall'11 febbraio 2022

## Statistiche
La diocesi nel 2021 su una popolazione di 1.600.200 persone contava 1.032.881 battezzati, corrispondenti al 64,5% del totale.
| anno | popolazione | popolazione | popolazione | presbiteri | presbiteri | presbiteri | presbiteri                | diaconi | religiosi | religiosi | parrocchie |
| anno | battezzati  | totale      | %           | numero     | secolari   | regolari   | battezzati per presbitero | diaconi | uomini    | donne     | parrocchie |
| ---- | ----------- | ----------- | ----------- | ---------- | ---------- | ---------- | ------------------------- | ------- | --------- | --------- | ---------- |
| 1950 | 815.000     | 820.000     | 99,4        | 122        | 122        |            | 6.680                     |         |           | 47        | 80         |
| 1966 | 550.000     | 562.000     | 97,9        | 105        | 97         | 8          | 5.238                     |         | 8         | 113       | 66         |
| 1970 | 713.522     | 752.522     | 94,8        | 118        | 118        |            | 6.046                     |         |           |           | 59         |
| 1976 | 805.500     | 996.700     | 80,8        | 116        | 110        | 6          | 6.943                     |         | 6         | 153       | 73         |
| 1980 | 1.310.000   | 1.405.000   | 93,2        | 125        | 119        | 6          | 10.480                    |         | 9         | 121       | 78         |
| 1990 | 1.503.000   | 1.550.000   | 97,0        | 130        | 122        | 8          | 11.561                    |         | 8         | 148       | 83         |
| 1997 | 872.869     | 969.521     | 90,0        | 112        | 98         | 14         | 7.793                     |         | 14        | 28        | 87         |
| 2001 | 825.000     | 900.000     | 91,7        | 120        | 106        | 14         | 6.875                     |         | 14        | 28        | 91         |
| 2002 | 825.000     | 900.000     | 91,7        | 137        | 116        | 21         | 6.021                     | 1       | 21        | 12        | 82         |
| 2003 | 825.000     | 900.000     | 91,7        | 134        | 118        | 16         | 6.156                     |         | 16        | 170       | 86         |
| 2004 | 825.000     | 900.000     | 91,7        | 139        | 123        | 16         | 5.935                     |         | 16        | 170       | 89         |
| 2005 | 826.000     | 902.000     | 91,6        | 139        | 123        | 16         | 5.942                     |         | 16        | 170       | 73         |
| 2006 | 836.000     | 913.000     | 91,6        | 154        | 138        | 16         | 5.428                     |         | 16        | 170       | 73         |
| 2007 | 845.000     | 923.000     | 91,5        | 154        | 138        | 16         | 5.487                     |         | 16        | 170       | 73         |
| 2011 | 889.000     | 973.000     | 91,4        | 141        | 125        | 16         | 6.304                     | 1       | 16        | 188       | 75         |
| 2016 | 889.000     | 973.000     | 91,4        | 149        | 133        | 16         | 5.966                     |         | 16        | 146       | 96         |
| 2019 | 1.004.000   | 1.325.700   | 75,7        | 139        | 130        | 9          | 7.223                     | 1       | 10        | 144       | 94         |
| 2021 | 1.032.881   | 1.600.200   | 64,5        | 145        | 135        | 10         | 7.123                     |         | 10        | 132       | 97         |